# Вја Торино (Бјела)
Вја Торино је насеље у Италији у округу Бијела, региону Пијемонт.
Према процени из 2011. у насељу је живело 65 становника. Насеље се налази на надморској висини од 262 м.